# 间脑
间脑（英語：diencephalon）是位於端脑与中脑之间的脑组织，属于前脑的一部分（后部）；间脑呈楔形，大部分被端脑所覆盖且被夹在两侧大脑半球之间，仅其腹侧部的结构露于端脑底面。
间脑下方与中脑相连，间脑两外侧为内囊；左右间脑之间的矢状窄隙为第三脑室，左右间脑的内侧面则构成第三脑室的侧壁。间脑可细分为丘脑（背侧丘脑）、底丘脑（腹侧丘脑）、上丘脑（丘脑上部）、下丘脑（丘脑下部）、后丘脑（丘脑后部）五部分。
后丘脑包括内侧膝状体和外侧膝状体。上丘脑包括松果体、缰三角、缰连合、丘脑髓纹和后连合。下丘脑包括视前区、视上区、结节区和乳头体区。

## 功能
间脑是脊椎动物胚胎神经管中，产生后前脑结构的部分，包括丘脑、下丘脑、上丘脑（含松果体）、底丘脑、后丘脑等。下丘脑执行大量的重要功能，其中大部分直接或间接与通过其他脑区和自主神经系统调节與内脏活动有关，樞神經間腦有助於控制感覺和本能行為。

## 間腦症候群

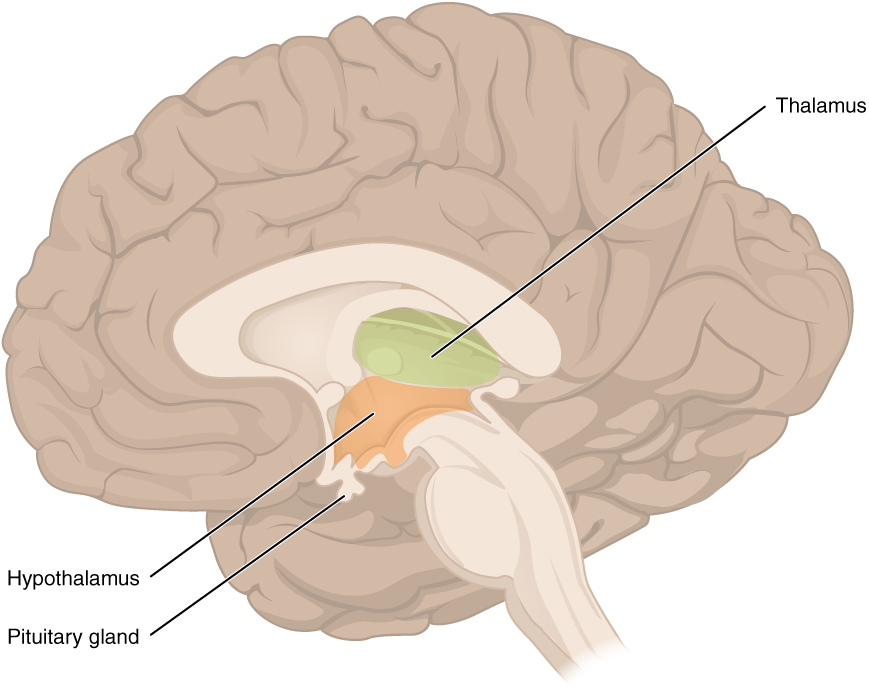
間腦症候群影響的範圍包含丘腦、底丘脑、下丘腦以及上丘脑。

間腦症候群的特徵是一種天生罕見擁有發育停滯神經系統的疾病。儘管生理正常或略有減少熱量攝入、運動機能亢進、和亢奮感，皆有嚴重消瘦的現象。皮膚蒼白不太常見，無貧血、低血糖和低血壓。間腦症候群可能會影響到自身的成長，也可能導致致命的原因，未能成長茁壯的幼兒平均只有七個月的年齡。值得注意的是該症狀不與發育遲緩有關，而是與腦積水有關。
間腦症候群於1951年由罗素首次介紹。雖然因為有過多的β促脂解素的分泌和代謝需求整體上升，使不適當高的生長激素釋放已被提出，但是位於下丘腦 - 光視交叉區，通常會引起如低級別膠質瘤或星形細胞瘤的腦腫瘤，然而尚未了解到如何影響到食慾和新陳代謝所引起的間腦症候群。

## 相關圖片

圖片描繪脊椎動物胚胎大腦的主要結構的細節。這些區域分成大腦、中腦和後腦的結構。
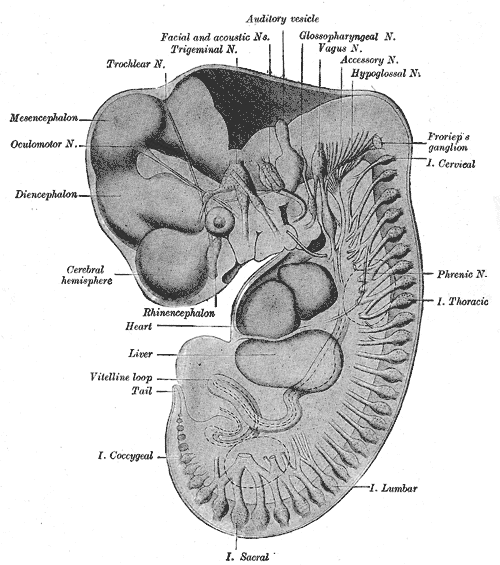
10.2毫米人類周圍神經的構造（標籤間腦位於左側）。

### 書籍、網站資源
1. ↑  . doctorlib.info.   [2021-04-03]. （原始内容存档于2022-09-26） （英语）.
2. ↑  .   [2024-03-14]. （原始内容存档于2024-03-14）.
3. ↑  .   [2024-03-14]. （原始内容存档于2024-03-14）.
4. 1 2  . Medicine LibreTexts. 2018-07-20  [2021-04-03]. （原始内容存档于2021-12-24） （英语）.
5. ↑  Jacobson & Marcus. . Springer. 2008: 147. ISBN 978-0-387-70970-3.
6. ↑  . 香港體育教學網. 2013年5月10日  [2015年8月21日]. （原始内容存档于2020年2月4日）.
7. ↑  Singh, Vishram.  2nd. Elsevier Health Sciences. 2014: 134  [2024-03-14]. ISBN 9788131229811. （原始内容存档于2024-03-14）.
8. ↑  .   [2024-03-14]. （原始内容存档于2024-03-14）.
9. ↑  Russell A. . Arch Dis Child. 1951, 26: 274.

### 醫學資源
1. 1 2 3  Kim A, Moon JS, Yang HR, Chang JY, Ko JS, Seo JK. . Korean J Pediatr. Jan 2015, 58 (1): 28–32. PMID 25729396.
2. ↑  Fleischman A1, Brue C, Poussaint TY, Kieran M, Pomeroy SL, Goumnerova L, Scott RM, Cohen LE. . Pediatrics. June 2005, 115 (6): 724–6. PMID 15930202.
3. ↑  Vlachopapadopoulou E, Tracey KJ, Capella M, Gilker C, Matthews DE. . J Pediatr. June 1993, 112 (6): 922–4. PMID 8501572.
4. ↑  Drop SL, Guyda HJ, Colle E. . Clin Endocrinol (Oxf). August 1980, 13 (2): 181–7. PMID 7438472.